# Nie Yinniang

Nie Yinniang (chinois : 聶隱娘, Niè Yǐnniáng) est un chuanqi écrite en chinois classique par Pei Xing (zh) (825-880), un écrivain chinois qui a vécu pendant la dynastie Tang. 
L'histoire est située dans la Chine du IXe siècle et raconte l'histoire de Nie Yinniang qui a été formée en art martial dès son plus jeune âge. Elle est la fille de Nie Feng, un général servant sous le commandement du célèbre Tian Ji'an de la dynastie Tang.

## Adaptation cinématographique
Le récit a été librement adapté au cinéma par le réalisateur taïwanais Hou Hsiao-hsien dans son film sorti en 2015, The Assassin (chinois traditionnel : 刺客聶隱娘 ; pinyin : cìkè niè yǐnniáng).